# 지.아이.조 2
《지.아이.조 2》(영어: G.I. Joe: Retaliation)는 2013년에 개봉한 미국의 영화이다.

## 줄거리
G.I. 조 팀은 북한 탈북자를 구출하는 임무를 시작으로, 파키스탄 대통령 사망 후 핵탄두를 탈취하는 임무를 맡게 된다. 하지만 이 과정에서 국제적인 사건을 일으켰다는 누명을 쓰고, 미국 대통령으로 위장한 자탄의 공습으로 듀크를 포함한 많은 팀원들이 사망한다. 겨우 살아남은 로드블록, 플린트, 레이디 제이는 조 콜튼 장군을 찾아가 무기를 지원받는다.
한편, 스톰 쉐도우는 코브라 사령관을 탈출시키고 부상을 입어 히말라야의 사원으로 피신한다. 스네이크 아이즈와 그의 제자 징크스는 스톰 쉐도우를 잡아 그의 숙부 하드 마스터 살해 사건의 진실을 밝히려 한다. 레이디 제이는 대통령의 연설 패턴 변화를 감지하고 DNA를 채취하여 대통령이 자탄으로 위장했다는 사실을 알아낸다.
스네이크 아이즈는 스톰 쉐도우와 싸운 끝에 그가 하드 마스터를 죽이지 않았음을 밝혀낸다. 스톰 쉐도우는 코브라에 잠입하여 내부에서 무너뜨리려 했던 것이었고, 누명을 벗은 후 스네이크 아이즈, 징크스와 함께 코브라를 막기 위한 조 팀에 합류한다.
자탄은 세계 정상들을 요새로 불러들여 미국 핵무기를 발사하도록 속여 핵전쟁을 유발하려 하지만, 곧이어 자신이 장악한 궤도 폭격 무기 ‘제우스 프로젝트’를 공개한다. 코브라 사령관의 계략이 드러나자 스톰 쉐도우는 그를 배신하고 싸움을 시작하고, 콜튼 장군과 레이디 제이가 진짜 대통령을 구출하는 동안 스톰 쉐도우는 자탄을 처치한다. 로드블록은 파이어플라이를 제압하고 궤도 무기를 파괴하며, 코브라 사령관은 헬기를 타고 도망친다.
백악관 행사에서 진짜 대통령은 조 팀의 공로를 기린다. 콜튼 장군은 로드블록에게 패튼 장군의 권총을 수여하며 코브라 사령관을 찾아 복수할 것을 다짐한다. 로드블록은 전우들의 복수를 맹세하며 권총을 하늘로 쏘아올린다.

## 출연
- 드웨인 존슨 - 마빈 F. 힌턴 / 로드블록
- 브루스 윌리스 - 조 콜턴
- 채닝 테이텀 - 콘래드 S. 하우저 / 듀크
- 아널드 보슬루 - 자탄
- 조너선 프라이스 - 미국 대통령
- 이병헌 - 토머스 아라시카게 / 스톰 섀도
  - 브랜던 수후 - 스톰 섀도(아역)
  - 네이선 다카시게 - 스톰 섀도(아역)
- 레이 파크 - 스네이크 아이즈
  - 리오 하워드 - 스네이크 아이즈(아역)
- 엘로디 융 - 킴 아라시카게 / 징크스
- 레이 스티븐슨 - 파이어플라이
- D. J. 코트로나 - 대실 R. 페어본 / 플린트
- 에이드리앤 펄리키 - 제이 버넷 / 레이디 제이
- 루크 브레이시 - 렉스퍼드 G. "렉스" 루이스 / 코브라 커맨더
- 월턴 고긴스 - 나이절 제임스
- 조지프 마젤로 - 모리스 L. 샌더슨 / 마우스
- RZA - 스승
- 맷 제럴드 - 잰다
- 조 크레스트 - 비서실장
- 제임스 카빌 - 본인
- 라이언 핸슨 - 로버트 W. 그레이브스 / 그런트
- 더레이 데이비스 - 스투프
- 로버트 카트리니 - 이스라엘 총리
- 일리아 볼로크 - 러시아 대통령
- 마셀로 튜버트 - 프랑스 대통령
- 제임스 루 - 중국 주석
- 아제이 메타 - 인도 총리
- 짐 파머 - 랜스 J. 스타인버그 / 클러츠

## 기타
- 총괄프로듀서: 게리 바버
- 총괄프로듀서: 로저 번바엄
- 프로듀서: 로렌조 디 보나벤츄라
- 프로듀서: 브라이언 골드너
- 제작부장: 에릭 호샘
- 제작부장: 허브 게인즈
- 제작부장: 데이빗 엘리슨
- 미술: 앤드류 멘지스
- 세트: 신시아 라 쥬네스
- 스턴트: 정두홍
- 무술지도: 정두홍
- 섭외: 론나 크레스